# 엄지아
엄지아(1990년 7월 14일 ~ )는 대한민국의 레이싱 모델이다.

## 경력

### 에이빙모델 경력
- 2016년 - 경기국제보트쇼 주최측 포즈모델
- 2015년 - 서울오토살롱 휠보레 포즈모델
- 2015년 - 서울국제모터쇼 닛산부스 포즈모델
- 2014년 - 지스타 플레이스테이션 포즈모델
- 2014년 - 서울오토살롱 시트로엥 포즈모델
- 2014년 - 부산국제모터쇼 포드 포즈모델
- 2013년 - 부산 지스타 닌텐도 포즈모델
- 2012년 - 부산국제모터쇼 닛산 포즈모델

### 레이싱모델 경력
- 2017년 - 대한통운 슈퍼레이스 챔피언쉽 팀106 전속모델
- 2016년 - 대한통운 슈퍼레이스 챔피언쉽 팀106 전속모델
- 2015년 - CJ 슈퍼레이스 챔피언쉽 팀106 전속모델
- 2014년 - CJ 헬로모바일 슈퍼레이스 챔피언쉽 본부측 전속모델
- 2013년 - CJ 헬로비전 슈퍼레이스 챔피언쉽 본부측 전속모델